# The Regenerates
The Regenerates er en amerikansk stumfilm fra 1917 af E. Mason Hopper.

## Medvirkende
- Alma Rubens som Catherine Ten Eyck
- Walt Whitman som Mynderse Van Duyn
- Darrell Foss som Pell Van Duyn
- John Lince som Owen Duffy
- Allan Sears som Paul La Farge